# Snakefinger
Philip Charles Lithman (17. juni 1949 – 1. juli 1987), der optrådte under kaldenavnet Snakefinger (på grund af hans specielle spilleteknik), var en engelsk musiker, sanger og sangskriver. Han spillede flere instrumenter, men var bedst kendt for hans guitar- og violin-spil og hans samarbejde med The Residents.

## Diskografi

### Chilli Willi & the Red Hot Peppers
- Kings of the Robot Rhythm (Revelation LP, 1972)
- Bongos over Balham (Mooncrest LP, 1974)
- I'll Be Home (opsamling med sjældne optagelser) (Proper Records CD, 1996)

### Snakefinger
- "The Spot" (Ralph 7", 1978)
- Chewing Hides the Sound (Ralph LP, 1979)
- Greener Postures (Ralph LP, 1980)
- Manual of Errors (Ralph LP, 1982)
- Against the Grain (Ralph LP, 1983)
- Snakefinger's History of the Blues: Live in Europe (Rough Trade LP, 1984)
- Snakefinger's Vestal Virgins: Live in Chicago (Ralph cassette, 1986)
- Night of Desirable Objects (Ralph LP, 1987)
- Snakefinger: A Collection (East Side Digital CD, 1988)
- Philip Charles Lithman aka Snakefinger (UWEB CD, 1993)

### Medvirken på The Residents albums
- "Baby Sex" (Ikke-udgivet; recorded 1971)
- "Satisfaction" (Ralph 7", 1976)
- Fingerprince (Ralph LP, 1977)
- Duck Stab/Buster & Glen (Ralph LP, 1978)
- Eskimo (Ralph LP, 1979)
- Diskomo (Ralph EP, 1980)
- The Commercial Album (Ralph LP, 1980)
- The Tunes of Two Cities (Ralph LP, 1982)
- Residue of the Residents (Ralph LP, 1983)
- Title in Limbo (Ralph LP, 1983)
- The Thirteenth Anniversary Show (Flere liveoptagelser), 1985-1987)
- Stars & Hank Forever: The American Composers Series (Ralph LP, 1986)

### Samarbejde med The Club Foot Orchestra
- Wild Beasts (Ralph LP, 1986)

## Eksterne Henvisninger
- Biografi på RzWeb Arkiveret 11. marts 2007 hos  Wayback Machine
- Komplet diskografi på RzWeb Arkiveret 11. marts 2007 hos  Wayback Machine
- The Snakefinger page på residents.com Arkiveret 23. november 2006 hos  Wayback Machine